# Bożena Nowakowska
Bożena Nowakowska (verheiratete Świerczyńska; * 21. März 1955 in Warschau) ist eine ehemalige polnische Hürdenläuferin, die sich auf die 100-Meter-Distanz spezialisiert hatte.
Nowakowska absolvierte die Sportakademie in Posen und startete für den Klub Warszawianka Warschau.
Bei den Leichtathletik-Europameisterschaften 1974 erreichte sie das Halbfinale. Im Jahr darauf gewann sie bei der Universiade 1975 in Rom Silber mit einer Zeit von 13,34 s und wurde im 100-Meter-Hürdenlauf-Ranking der Zeitschrift Track & Field News auf dem fünften Platz gelistet.
1976 holte sie im März bei den Leichtathletik-Halleneuropameisterschaften in München Bronze über 60 m Hürden. Bei den Olympischen Spielen in Montreal gewann sie ihren Vorlauf unter anderem vor Annelie Ehrhardt, die als Drittplatzierte ebenfalls die nächste Runde erreichte. Im Halbfinale wurde Nowakowska Fünfte und musste sich der zeitgleichen Israelin Esther Roth (13,04 s) erst nach einer Zielfoto-Entscheidung geschlagen geben, so dass sie das Finale knapp verpasste.
Beim Leichtathletik-Europacup 1977 in Helsinki wurde sie Dritte. 
1977 wurde sie Polnische Meisterin über 100 m Hürden.
Bożena Nowakowska ist mit dem Sprinter Andrzej Świerczyński verheiratet und lebt in Warschau.

## Bestleistungen
- 60 m Hürden (Halle): 8,00 s, 7. Februar 1976, Warschau
- 100 m Hürden: 12,91 s, 9. August 1975, Zielona Góra